# Myotone Dystrophie Typ 1
Die Myotone Dystrophie Typ 1, kurz DM1, auch Myotonia dystrophica, Dystrophia myotonica, Morbus Curschmann-Steinert, Morbus Curschmann-Steinert-Batten oder Myotonische Dystrophie (Steinert-Curschmann) genannt (nach den Erstbeschreibern und deutschen Internisten Hans Curschmann (1875–1950) und Hans Steinert (1875–1911)), ist eine Form der erblichen myotonen Muskelerkrankung mit Muskeldystrophie, Linsentrübung und Hormonstörung (Hypogonadismus). Mit einer Inzidenz von 5/100.000 pro Jahr ist es die häufigste Myotonie und befällt Jungen öfter als Mädchen. Die Vererbung der fortschreitenden multisystemischen Erkrankung erfolgt autosomal-dominant.

## Formen
Man unterscheidet eine angeborene (kongenitale) Form mit einer Manifestation bei Geburt als „floppy infant“ (muskelschwaches Neugeborenes) von einer adulten Form mit einem Erkrankungsgipfel in der zweiten bis dritten Lebensdekade. Die kongenitale Form wird in der Regel von der Mutter vererbt. Es besteht eine Antizipation, das bedeutet eine Zunahme der Symptome und der Ausprägung, sowie eine Abnahme des Manifestationsalters mit der Vererbung von den Eltern auf den Nachkommen.
Klinisch äußert sich die adulte Form durch fortschreitende Muskelschwäche besonders im Gesichts-Halsbereich sowie im Bereich der Beine, Herzrhythmusstörungen, Linsentrübungen, Hormonstörungen (Hypogonadismus) mit Hodenatrophie, Stirnglatze bzw. Menstruationsstörungen, Schwangerschaftskomplikationen und bei fortschreitender Krankheit durch starke Schmerzen in den Gelenken sowie Muskelkonvulsionen.

## Ursache
Die Ursache der myotonen Dystrophie Typ 1 ist ein autosomal-dominant vererbter genetischer Defekt auf dem Chromosom 19 mit (CTG)n Trinukleotid-Repeat-Expansion (instabile CTG-Repeats im DMPK-Gen). Folge dieses Defektes ist die verminderte Produktion der Myotonin-Proteinkinase und dadurch bedingten Schäden an der Muskelfasermembran und an der Calciumpumpe SERCA. Die Erkrankung gehört zu den adulten segmental progeroiden Syndromen.

## Diagnostik
Die Untersuchung und Diagnose erfolgt mit Messung der elektrischen Muskelaktivität im Elektromyogramm (EMG) (ehemals beschrieben als Sturzkampfbombergeräusch) sowie direkter Gendiagnostik aus Leukozyten. Allerdings ist die Aussagekraft über die Ausprägung eingeschränkt, da die Trinukleotidverlängerung in unterschiedlichen Gewebearten stark variiert. Dies trifft insbesondere auch auf die pränatale Diagnostik aus Chorionzotten zu.
Auch Klinik, Familienanamnese und Laboruntersuchungen werden herangezogen (Creatin-Kinase (CK) und Insulin erhöht, Sexualhormone erniedrigt) gestellt. Differentialdiagnostisch ist an die progressive Muskeldystrophie und an die Myotonia congenita Thomsen zu denken.

## Prognose, Therapie
Die Erkrankung ist nicht heilbar. Die Lebenserwartung ist auf durchschnittlich 50–60 Jahre verkürzt (Tod durch Herzversagen).
Die Behandlung besteht in Krankengymnastik und medikamentöser Therapie mit Mexiletin, Tocainid oder Phenytoin. Sexualhormongabe und Herzschrittmacher können ebenfalls notwendig sein.
Fenoterol zur Wehenhemmung in der Schwangerschaft bzw. zur Behandlung von obstruktiven Atemwegserkrankungen sind ebenso wie  Succinylcholin bei Narkosen kontraindiziert, da beide Substanzen die myotone Symptomatik massiv verstärken können. Narkosen mit Propofol sind zu bevorzugen.